# Норвежский топкнот
Норвежский топкнот, или норвежская карликовая камбала, или норвежский топнот (лат. Phrynorhombus norvegicus), — вид лучепёрых рыб из семейства калкановых (Scophthalmidae) отряда камбалообразных. Единственный вид в роде Phrynorhombus.
Максимальная длина тела 12 см. Тело с обеих сторон покрыто шероховатой чешуёй. Спинной плавник начинается над верхним глазом. Обитают в Северо-восточной Атлантике от Исландии и Мурманска до Бискайского залива. Встречаются на глубине от 10 до 200 м на каменистых грунтах. Кормятся мелкой рыбой и беспозвоночными. Нерест проходит с апреля по июль. Вид считается находящимся вне опасности, объектом промысла не является.